# Sărituri în apă la Jocurile Olimpice de vară din 2016 - 10 metri platformă sincron (feminin)
Proba feminină de 10 metri platformă sincron de la Jocurile Olimpice de vară din 2016 de la Rio de Janeiro a avut loc la data de 9 august, la Centrul Acvatic „Maria Lenk”.

## Formatul competiției
Competiția s-a desfășurat într-o singură etapă, fiecare echipă având la dispoziție câte șase sărituri. Unsprezece judecători au acordat puncte fiecărei echipe - câte trei judecători pentru fiecare săritor din echipă și cinci judecători pentru sincronizare. Ca punctaj, pentru fiecare săritor, dintre cele trei note acordate s-au eliminat nota minimă și cea maximă și s-a păstrat doar cea din mijloc. Dintre celelalte cinci note, s-au eliminat nota minimă și cea maximă și s-au păstrat cele trei din mijloc. Din cele cinci note s-a făcut o notă medie, înmulțită cu 3 și apoi cu gradul de dificultate al săriturii, pentru a rezulta nota finală. Notele acordate pentru fiecare săritură au fost apoi adunate pentru a rezulta nota finală. 

## Rezultate
| Loc | Țară                                                      | Sărituri | Sărituri | Sărituri | Sărituri | Sărituri | Total  |
| Loc | Țară                                                      | 1        | 2        | 3        | 4        | 5        | Total  |
| --- | --------------------------------------------------------- | -------- | -------- | -------- | -------- | -------- | ------ |
| 1   | China · Chen Ruolin · Liu Huixia                          | 55.80    | 55.80    | 79.20    | 75.84    | 87.36    | 354.00 |
| 2   | Malaezia · Cheong Jun Hoong · Pandelela Rinong            | 52.80    | 52.80    | 76.50    | 79.68    | 82.56    | 344.34 |
| 3   | Canada · Meaghan Benfeito · Roseline Filion               | 52.80    | 52.80    | 74.70    | 75.24    | 80.64    | 336.18 |
| 4   | Coreea de Nord · Kim Kuk-hyang · Kim Mi-rae               | 49.80    | 53.40    | 81.00    | 76.80    | 61.44    | 322.44 |
| 5   | Marea Britanie · Tonia Couch · Lois Toulson               | 50.40    | 50.40    | 75.60    | 79.68    | 63.36    | 319.44 |
| 6   | Mexic · Paola Espinosa · Alejandra Orozco                 | 50.40    | 49.20    | 71.10    | 61.38    | 72.00    | 304.08 |
| 7   | Statele Unite ale Americii · Amy Cozad · Jessica Parratto | 48.60    | 50.40    | 65.70    | 62.40    | 73.92    | 301.02 |
| 8   | Brazilia · Ingrid Oliveira · Giovanna Pedroso             | 44.40    | 45.00    | 74.88    | 52.80    | 63.90    | 280.98 |